# 吉爾斯科普巴赫河

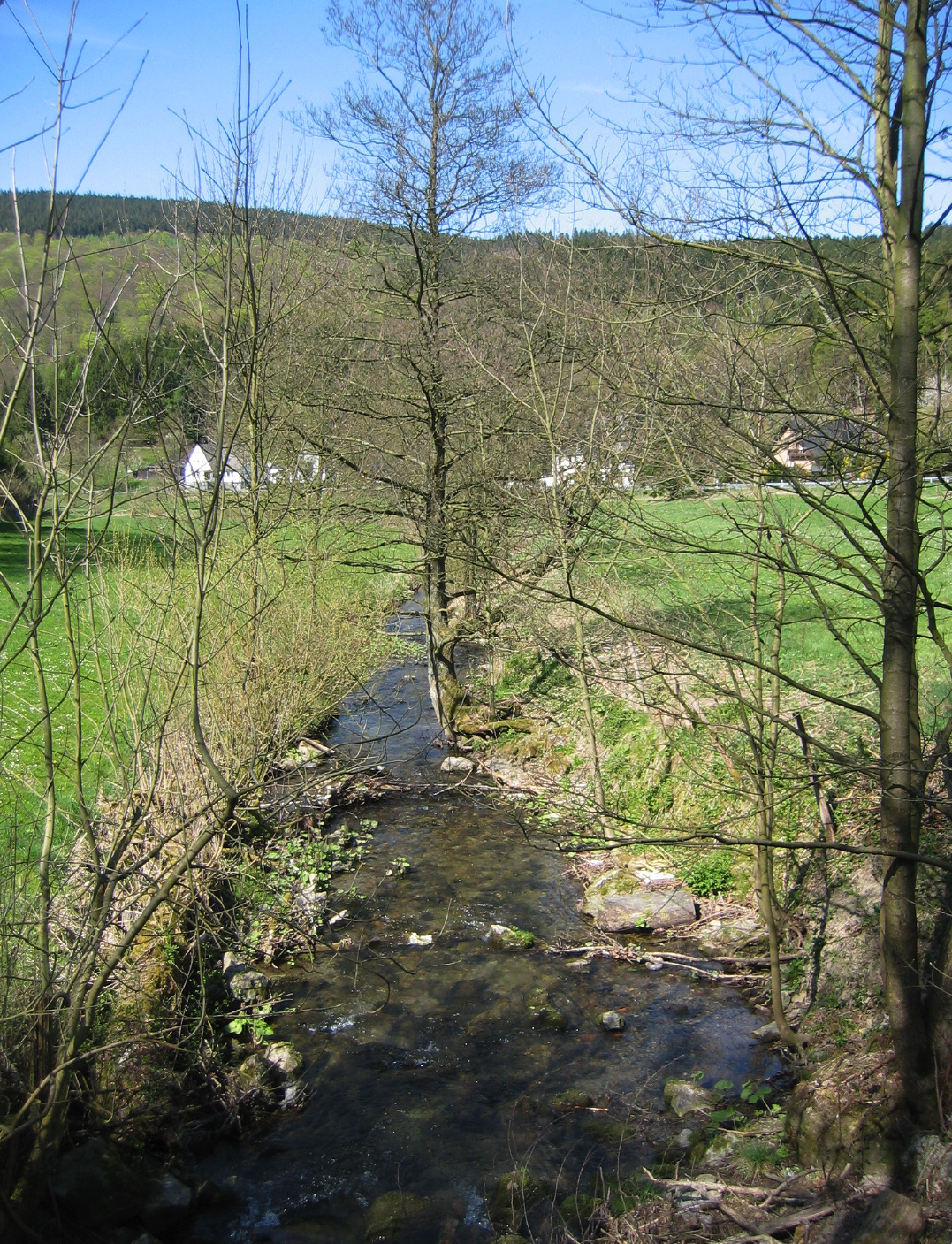

51°21′16.54″N 8°29′9.36″E / 51.3545944°N 8.4859333°E
吉爾斯科普巴赫河（德語：Gierskoppbach），是德國的河流，位於該國西部，流經北萊茵-威斯特法倫州，屬於魯爾河的右支流，河道全長8.2公里，流域面積35平方公里。